# Bukit Baru (Ketambe)
Bukit Baru is een bestuurslaag in het regentschap Aceh Tenggara van de provincie Atjeh, Indonesië. Bukit Baru telt 275 inwoners (volkstelling 2010).